# East Japan Railway Company
A East Japan Railway Company (東日本旅客鉄道株式会社, Higashi-Nihon Ryokaku Tetsudō Kabushiki-gaisha) é a maior empresa de caminhos-de-ferro do mundo e é uma das sete companhias da JR. É mais conhecida simplesmente como JR East (JR東日本, Jeiāru Higashi-Nihon).

## História

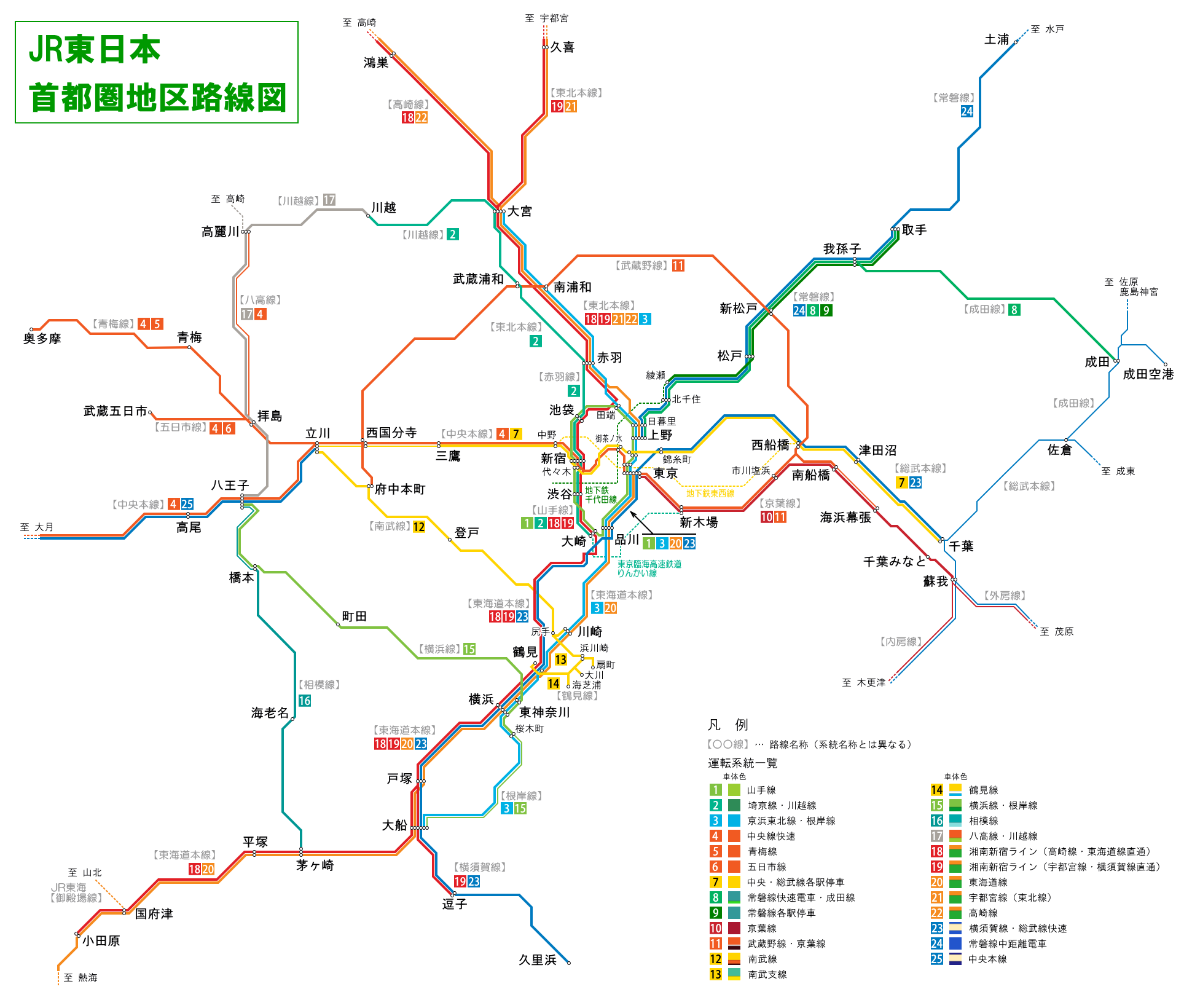
Mapa de Tóquio da JR East

A JR East foi criada a 1 de Abril de 1987 após o desmembramento da empresa estatal japonesa Japanese National Railways. Apesar desta "privatização" nominal, a companhia foi de facto controlada a 100% pela estatal JNR Settlement Corporation durante muitos anos, não tendo sido completamente vendida ao público até 2002.
Após o desmembramento da JNR, a JR East assumiu a responsabilidade pelas operações de passageiros das linhas da antiga JNR na área Metropolitana de Tóquio, a região de Tōhoku e arredores.

## Subsidiárias
- Higashi-Nihon Kiosk - fornece jornais, bebidas e outros produtos nos quiosques das estações e opera a cadeia de lojas de conveniência
- JR Bus Kantō / JR Bus Tōhoku - operadores de ônibus/autocarros interurbanos
- Nippon Restaurant Enterprise - fornece bentō (caixas de refeições) nos trens/comboios e em estações ferroviárias
- Monotrilho de Tóquio - Linha de monotrilho/monocarril de Tóquio (controlada em 70%)

## Curiosidades
- A JR East co-patrocina o clube de futebol JEF United Ichihara Chiba da liga japonesa J-League, que foi formada pela fusão entre as equipas das companhias JR East e Furukawa Electric.